# Hüttmannsberg
Hüttmannsberg ist ein Ortsteil der baden-württembergischen Gemeinde Kressbronn am Bodensee im Bodenseekreis in Deutschland.

## Geographie

### Lage
Der Ortsteil Hüttmannsberg liegt rund zwei Kilometer nordöstlich der Kressbronner Ortsmitte, zwischen den anderen Ortsteilen Poppis im Südosten, Gattnau im Südwesten, Döllen im Westen und Atlashofen im Norden, auf einer Höhe von etwa 480 m ü. NHN. Der nördliche Teilbereich ist durch die in den 1990er Jahren neugebaute Bundesstraße 31 vom Rest des Ortes getrennt.
Zu Hüttmannsberg gehören die Flurstücke Hüttmannsberger Moos, Gäßele, Sonnenhalde und Torkelgarten.

### Schutzgebiete
Nördlich der B31, entlang des Fallenbachs, sind drei Biotope ausgezeichnet:
- „Rohrglanzgrasröhricht und Großseggenried südlich Atlashofen“, 1492 Quadratmeter
- „Pfeifengrasstreuwiese südlich Atlashofen“, 2063 m²
- „Landschilfröhricht südlich Atlashofen“, 759 m²

## Geschichte
Anfang des 19. Jahrhunderts waren die Höfe Hüttmannsbergs meist Lehen der Landcommende Altshausen. 1838 zählte der Weiler 33 katholische Einwohner.

## Verkehr
Die südlich verlaufende Kreisstraße 7705 verbindet Hüttmannsberg über Gattnau mit Kressbronn sowie über Poppis mit dem bayerischen Bechtersweiler und Unterreitnau.
Hüttmannsberg ist durch die Linie 235 (Kressbronn–Hiltensweiler) des Bodensee-Oberschwaben Verkehrsverbunds (bodo) in das öffentliche Nahverkehrsnetz eingebunden.

### Wanderwege
Durch Hüttmannsberg verläuft unter anderem der östliche, von Brochenzell über Tettnang, Gießenbrücke und Gattnau herführende Zweig des Oberschwäbischen Jakobswegs, dessen Ziel die St. Jakobus-Kapelle in Nonnenhorn ist.